# Les Deux Cents Premières Années de ma vie
Pour plus de détails, voir Fiche technique et Distribution.
Les Deux Cents Premières Années de ma vie (Elsö kétszáz évem) est un film hongrois réalisé par Gyula Maár, sorti en 1986.

## Fiche technique
- Titre : Les Deux Cents Premières Années de ma vie
- Titre original : Elsö kétszáz évem
- Réalisation : Gyula Maár
- Scénario : Pál Királyhegyi et Gyula Maár
- Photographie : Iván Márk
- Montage : Júlia Sívó
- Production : József Bajusz
- Société de production : Objektív Film
- Pays :  Hongrie
- Genre : Drame
- Durée : 104 minutes
- Dates de sortie : 
  -  Allemagne de l'Ouest : février 1986 (Berlinale)

## Distribution
- Zoltán Bezerédy : Királyhegyi Pál
- Anna Kubik : Maud
- László Márkus : Krausz
- Béla Both : Krausz
- Jirí Adamíra : le producteur de film
- Endre Harkányi : Ernõ
- Péter Andorai : Betörõ
- Dezső Garas : Baxter
- Tamás Major : Epstein
- Tamás Jordán : Nyomozó
- Árpád Jámbor : Lacika
- István Szilágyi : Katona

## Distinctions
Le film a été présenté en sélection officielle en compétition lors de Berlinale 1986.